# Порто-Веккьо (кантон)
По́рто-Ве́ккьо (фр. и итал. Porto-Vecchio) — упразднённый кантон во Франции, находился в регионе Корсика, департамент Южная Корсика. Входил в состав округа Сартен.
Код INSEE кантона — 2A40. Всего в кантон Порто-Веккьо входило 4 коммуны, из них главной коммуной являлась Порто-Веккьо. В 2015 году они вошли в кантоны Бавелла и Гран-Сюд.

## Коммуны кантона
| Коммуна        | Население, чел. (2007) | Почтовый индекс | Код INSEE |
| -------------- | ---------------------- | --------------- | --------- |
| Конка          | 1 015                  | 20135           | 2A092     |
| Леччи          | 1 088                  | 20137           | 2A139     |
| Порто-Веккьо   | 11 326                 | 20137           | 2A247     |
| Сари-Соленцара | 1 191                  | 20145           | 2A269     |

## Население
Население кантона на 2008 год составляло 14 500 человек.
| 1962  | 1968  | 1975  | 1982   | 1990   | 1999   | 2006 | 2007   | 2008   |
| ----- | ----- | ----- | ------ | ------ | ------ | ---- | ------ | ------ |
| 5 822 | 6 979 | 9 710 | 10 718 | 11 977 | 12 904 | —    | 14 620 | 14 500 |